# Фадль ибн Аббас
Аль-Фадль ибн Аббас ибн Абдул Мутталиб ибн Хасим аль-Кураши аль-Хашими  (араб. الفَضْلُ بن عَبَّاس بن عبد المطلب بن هاشم القرشي الهاشمي‎; 614, Мекка — 639) — сподвижник и двоюродный брат исламского пророка Мухаммеда, старший брат Ибн Аббаса.

## Биография
Фадл был старшим сыном Аббаса ибн Абд аль-Мутталиба, дяди исламского пророка Мухаммеда и богатого торговца из Мекки, и Любабы бинт аль-Харис, сестры жены Мухаммеда Маймуны, он является старшим братом Ибн Аббаса. В 630 году он был среди тех, кто проявил героизм в битве при Хунейне, после чего его семья эмигрировала в Медину.
Фадл женился на своей кузине, Сафии бинт Махмия, и у них была одна дочь, Умм Кульсум, которая родилась при жизни Мухаммеда. Он также женился на Амре бинт Язид из племени Бану Килаб, но этот брак закончился разводом всего через несколько месяцев. 
По словам его младшего брата Абдуллаха Ибн Аббаса, Фадл был чрезвычайно красивым мужчиной. В марте 632 года во время прощального паломничества он ехал на заднем сиденье верблюда Мухаммеда. По его собственному признанию, он так пристально смотрел на красивую девушку на другом верблюде, что Мухаммеду пришлось трижды поднять подбородок и отвернуться его от неё. Именно по поводу этого инцидента Мухаммед сделал свое знаменитое замечание: «Я увидел молодого человека и молодую женщину, и я не мог доверить их шайтану».
Когда Мухаммед скончался от своей последней болезни, именно Фадль и его двоюродный брат Али ибн Абу Талиб поддержали его в его последнем пути к дому Аиши. После смерти Мухаммеда Фадль был одним из тех, кто вошёл в его могилу и помог положить его тело. 
Он принимал участие во многих сражениях мусульман против византийцев и персов. Во время завоевание Сирии и Палестины, после того как Абу Убайда ибн аль-Джаррах завоевал область в Моаве, он послал Аз-Зубайру ибн аль-Аввама и Фадла ибн Аббаса покорить город Амман. Исламский историк Аль-Вакиди записал, что Саид ибн Амир аль-Джумахи свидетельствует во время битвы, которая произошла на мосту, он увидел на передовой мусульманской армии Зубайра и Фадля, которые яростно сражались с византийцами верхом на своих конях, как в записи Вакиди, «каждый (Зубайр и Фадл) сражался как тысяча всадников», так как византийские солдаты были в ужасе и бежали при виде Зубайры и Фадля, как Саид ибн Амир далее сказал, что в армии Праведного халифата резали бегущих византийских солдат, в то время как некоторые были захвачены в качестве военнопленных. Затем Зубайр сумел убить византийского командира по имени Никита и покорил город Амман.
Три года безуспешно мусульманские войска осаждали Барку (Киренаика). Тогда Халид ибн аль-Валид, который ранее участвовал в завоевании Оксиринха, предложил радикальный план возведения катапульты, заполненной мешками с хлопком. Затем, когда наступила ночь и городская стража спала, Халид приказал своим лучшим воинам, таким как Зубайр ибн аль-Аввам, его сын Абдуллах, Абдуррахман ибн Абу Бакр, Фадль ибн Аббас, Абу Мас'уд аль-Бадри и Абд ар-Раззак, встать на платформу катапульты, заполненную мешками с хлопком. Катапульта запустила их одного за другим на вершину стены и позволила этим воинам войти в город, открыв ворота и убив стражу, тем самым позволив мусульманским силам войти и захватить город.
Фадль передал некоторые хадисы о Мухаммеде, но он не прожил достаточно долго, чтобы быть известным как великий учитель. В 18 году хиджры (639 г. н. э.), в возрасте около 25 лет он умер от чумы в Амвасе, Сирия.

## Статус в шиитском исламе
Он пользуется уважением у шиитов, поскольку отказался дать клятву верности Абу Бакру.